# موزه باستان‌شناسی کولومبیشلوسله

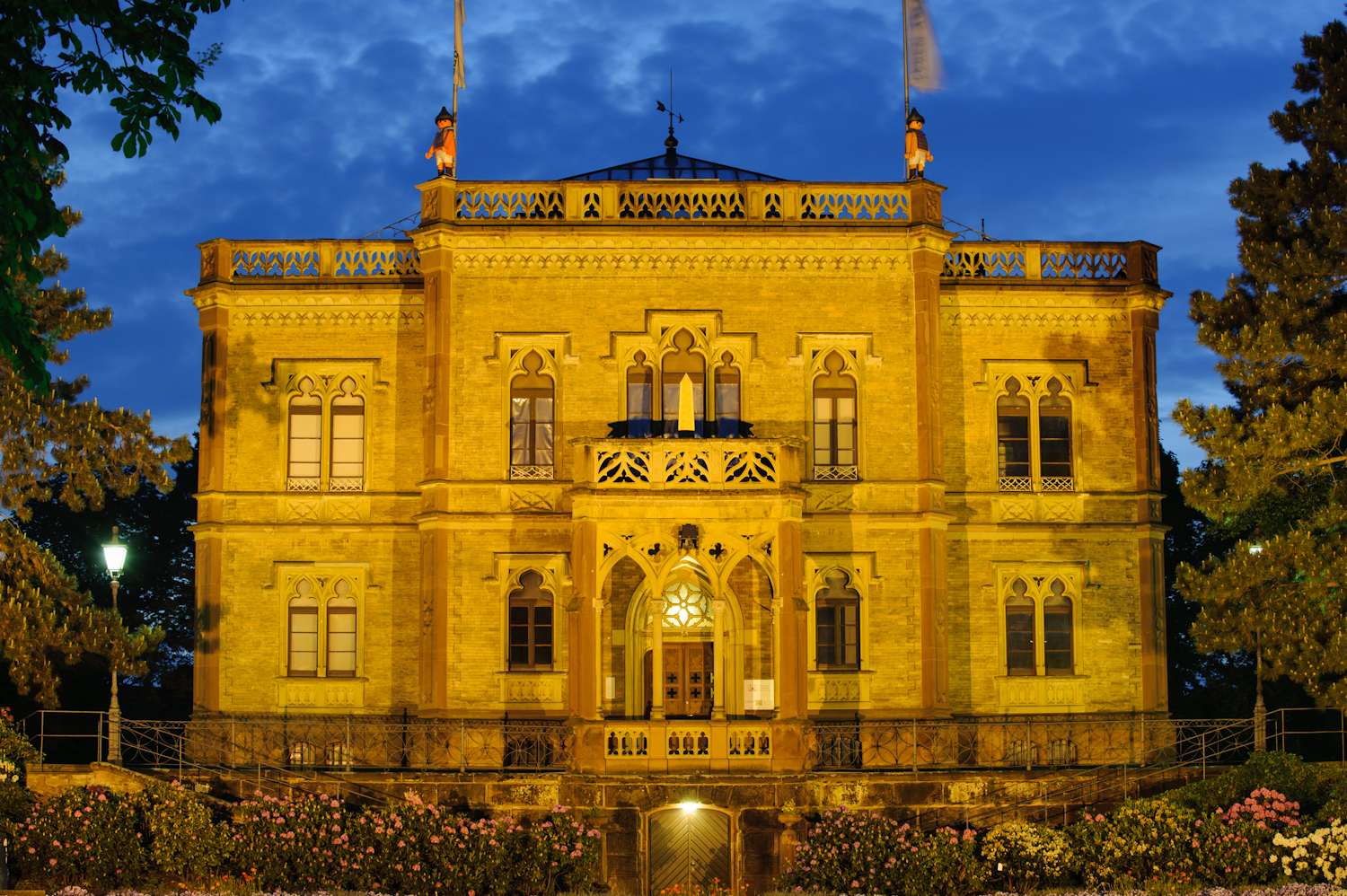
نمای بیرونی ساختمان موزه

موزه باستان‌شناسی کُلُمبیش‌لوسلِه (به آلمانی: Archäologisches Museum Colombischlössle) در شهر فرایبورگ واقع در ایالت وورتمبرگ در جنوب آلمان است. در این موزه آثار به جا مانده از دوران پیش از تاریخ نگهداری می گردد. 